# Bruno Magras
Pour les articles homonymes, voir Magras.
Bruno Magras, né le 9 septembre 1951 à Saint-Barthélémy (Antilles françaises), est un homme politique français.

## Biographie
Bruno Magras naît le 9 septembre 1951 à Saint-Barthélémy. Il se lance dans la politique dans les années 1980.
Il est élu maire de Saint-Barthélemy en juin 1995 puis réélu en mars 2001. Il devient ensuite président du conseil territorial le 15 juillet 2007, à la suite des premières élections territoriales. Il est réélu en 2012 et de nouveau en 2017.
Il est membre du conseil national de l'UMP puis président de la fédération Les Républicains (LR) de Saint-Barthélemy.
Il dirige la compagnie aérienne St Barth Commuter jusqu'en janvier 2017. Il cède alors sa place à son fils, Bertrand Magras.
En 2018, Le Point révèle que Bruno Magras, décrit comme omnipotent, est fréquemment appelé « Le Shérif » sur l'île de Saint-Barth. La même année, un rapport de la Cour des Comptes épingle la gestion de Magras, qui comporterait quelques abus et négligences.
Le 10 février 2022, il annonce ne pas se représenter aux élections territoriales de 2022 et apporte son soutien à son conseiller territorial et petit-cousin Romaric Magras. En amont de l'élection présidentielle de 2022, il parraine Éric Zemmour. En parallèle, il décrète vouloir se retirer de la vie politique locale.

## Distinctions
- Chevalier de la Légion d'honneur[7]
- Médaillé de l'aéronautique par décret du 6 septembre 2002
- Médaille d'honneur de l'Engagement ultramarin par Arrêté MOM du 17 mai 2022